# Flying High (televisieserie)
Flying High is een Amerikaanse comedy-dramaserie die van 29 september 1978 tot en met 23 januari 1979 uitgezonden werd door CBS, met een pilootfilm op 28 augustus 1978. Hoewel de pilootfilm goed scoorde bij het publiek, was de televisieserie geen succes en werd ze voortijdig afgevoerd in januari 1979.

## Verhaal
De serie volgt de belevenissen van Marcy Bower, Pam Bellagio en Lisa Benton, drie aantrekkelijke stewardessen die werken voor de fictieve luchtvaartmaatschappij Sun West Airlines in Los Angeles.

## Rolverdeling
| Acteur          | Personage          |
| --------------- | ------------------ |
| Kathryn Witt    | Pam Bellagio       |
| Connie Sellecca | Lisa Benton        |
| Pat Klous       | Marcy Bower        |
| Howard Platt    | Captain Doug March |
| Ken Olfson      | Raymond Strickman  |

## Afleveringen
| Nr. | Titel aflevering                         | Uitzenddatum VS   |
| --- | ---------------------------------------- | ----------------- |
| 0   | Flying High (pilootfilm)                 | 28 augustus 1978  |
| 1   | Fear of Cheesecake                       | 29 september 1978 |
| 2   | The Great Escape                         | 6 oktober 1978    |
| 3   | South by Southwest                       | 13 oktober 1978   |
| 4   | It Was Just One of Those Days            | 20 oktober 1978   |
| 5   | In the Still of the Night                | 27 oktober 1978   |
| 6   | The Vanishing Point                      | 3 november 1978   |
| 7   | The Marcy Connection                     | 10 november 1978  |
| 8   | Fun Flight                               | 17 november 1978  |
| 9   | High Rollers                             | 24 november 1978  |
| 10  | Palm Springs Weekend                     | 1 december 1978   |
| 11  | Beautiful People                         | 8 december 1978   |
| 12  | Brides and Grooms                        | 15 december 1978  |
| 13  | Swan Song for an Ugly Duckling           | 22 december 1978  |
| 14  | Great Expectations                       | 29 december 1978  |
| 15  | Ladies of the Night                      | 23 januari 1979   |
| 16  | Eye Opener                               | niet uitgezonden  |
| 17  | The Challenges                           | niet uitgezonden  |
| 18  | A Hairy Yak Plays Musical Chairs Eagerly | niet uitgezonden  |